# 夏の砦
『夏の砦』（なつのとりで）は、辻邦生の長編小説。1966年（昭和41年）10月、河出書房新社の「書き下ろし長篇小説叢書」の一冊として刊行された。文庫版は新潮文庫より、のちに文春文庫より刊行されていた。
「グスターフ公のタピスリ」に魅せられた染織工芸家の支倉冬子が、北欧の海で貴族の娘のエルス・ギュルデンクローネとともに行方不明になってのち、エンジニアの「私」が彼女の遺したノート類をもとに、彼女の内面を探ろうとする、という体裁で、彼女が芸術家として目覚めるまでの、全生涯をかけた自己確認の旅路を描く。

## あらすじ
主人公の支倉冬子が北欧の海で、友人とともに消息を絶ってのち、友人の「私」が、彼女の遺したノート類をもとに、彼女の内面を探ろうとする、という体裁をとる。序章・第四・五・七章が、冬子の幼年時代に関する章、第一・二・三・六・終章が、成人後の北欧での生活に関する章である。エピグラフとして『ヨハネ伝』の一節、「風は己が好む所に吹く、汝その声を聞けども、何処より来り何処へ往くを知らず」が引かれている。
エンジニアの「私」は、この地方の名家であるギュルデンクローネ男爵家のマリーに紹介されて、冬子と出会ったのだった。そして消息を絶った冬子に同行していたのは、マリーの妹のエルスだった。
冬子は、古い樟の大木が庭にある、古く宏壮な商家の屋敷で幼年期を過ごした。夢見がちな少女時代を送った冬子にとっては、触れる事物はみな、幻想世界を構築する材料となった。しかし、自分が宝物として大事にしていた蛇の卵を、「裏のお嬢ちゃん」と呼んでいた少女に嫌悪されたことや、飼っていた亀のヒューロイを白痴の少年である駿によって打ち砕かれたことで、次第に自分にとって大切なものも、他人にとっては無価値なものに過ぎないということを会得するようになる。
祖母によって支配されていた支倉家は、祖母の死とともに崩壊する。祖母の死に引き続いて母も自殺し、生きることは事物を喪失してゆくことである、ということを冬子は知る。空襲によって家も焼失するが、そのときに冬子の父は、これでやっと私たちは自由になれたのだ、と冬子に語る。
やがて成長した冬子は、織物をしていた母を「正当化」したいとの思いから、美術学校で染織工芸を専攻する。夢中で染織工芸に取り組む冬子だったが、やがて徒労感に陥る中で、かつて惹かれた幻想的な四季を表す農耕図、中世の「グスターフ侯のタピスリ」を心に蘇らせ、魂の激動を取り戻すため、北欧の都会へと染織工芸のため、留学することとなる。
しかし、実際に目にしたタピスリからは美を見出すことができず、冬子は幻滅する。そして次第に「黒い影」と呼ぶものの気配に脅かされるようになり、ついに入院するが、修道院の寄宿学校に入っていたエルスが、病室の窓から侵入してきたことをきっかけに、ギュルデンクローネ姉妹と知り合い、エルスと特異な「愛と友情」の関係を結ぶようになる。
やがて、美しい森と沼に囲まれた、ギュルデンクローネの古い城館に移り住むことになった冬子は、北国の自然の中でのびのびと呼吸をするエルスの姿に、「失われた自分自身」を見るように思う。そして、この城館に眠る過去の層の厚みや、仮面舞踏会の夢とも現実ともつかない世界に、自己の過去の現存を見出してゆく。さらに、仮面舞踏会の夜に城館の納屋で起こった火災により、冬子は一気に、濃密に過去を蘇らせる。また、エルスが抱く、古代的自然への憧れに胸を打たれて、次第に「グスターフ侯のタピスリ」の美の真の意味を知るに至る。冬子は、この世に人があるということは、自分たち一人一人の世界を、深く意味深く生きることなのだと自覚したのだった。
過去のよみがえりを経験した冬子は、「グスターフ侯のタピスリ」の秘密を語る「グスターフ侯年代記」の翻訳に没頭する。この年代記の語るところによれば、グスターフ侯は、神の栄光のために十字軍に参加するが、至るところに神の不在をしか見ることができず、ひたすらに神の顔を求め、死についての瞑想をこらす。あるとき、黙々と生を終えようとしている漁師に出会った侯爵は、生を静謐な死への歩みとして生きることを悟り、やがて「よろこばしい大いなる死」を死んでゆく。
しかしようやく自分自身の「夜」から抜け出そうとしたそのとき、冬子はエルスとともにフリース島からヨットで出航し、行方不明となる。「私」が冬子から受け取った最後の手紙には、「私はこの手紙を書きおえたら、真昼の永遠の光の下で眼をさますために、深いねむりに入りたいと今はそれだけを考えているばかりです」と書かれていた。
その後、「私」は残されたマリーとともに、二人が沈んだ北の海を訪れる。そこでマリーは、冬子たち二人は「何か一つのもので結ばれていた、ふたりは同じものを愛していた、それを見つめたら、もう二度とこの世へ帰って来られないなにかを」と語るのだった。

## 登場人物

### 主要人物
- 支倉 冬子（はせくら ふゆこ） - 染織工芸家[10]。ある商家の広大な邸宅で、男の子のように育てられ[10]、少女時代は広い家の世界に浸りきり、学校では放心したような状態になりながらも、近所の女の子（裏のお嬢ちゃん）を池に突き落とすという狂暴な振舞いを見せることもあった[2]。長じて、「グスターフ侯のタピスリ」という、13世紀の4聯の農耕図のタピスリに惹かれ[10]、北欧のある都会の、美術館附属の工芸研究所に留学する[3]。
- エルス・ギュルデンクローネ - この地方の名家である、ギュルデンクローネ男爵家の末娘[6]。その「謎のような生き方。無雑作な、衝動的な感情の流れ。突然あふれだす明るい歓びの表情」により、冬子を惹きつけた[21]。
- マリー・ギュルデンクローネ - エルスの姉[20]。市立図書館に勤めており、冬子を「私」に紹介した[6]。
- 「私」 - 語り手。日本人の出張エンジニア[13][10]。冬子とは十数回会ったことしかない間柄ではあったが、死後に彼女の日記や手紙類を整理し、関係者から聞いたことをまとめることとなる[6]。

### その他
- 支倉 衛門（はせくら えもん） - 冬子の兄[8]。夏の一夜に人形芝居を演じ、少女時代の冬子を恍惚とさせた[22]。
- 「裏のお嬢ちゃん」 - 少女期の冬子と交流のあった、顔色の悪い少女[12]。冬子の宝物であった蛇の卵を拒絶し、池に突き落とされた[23]。
- 時や（ときや） - 支倉家の屋敷にいた女中。黄色い油質のような粘っこい匂いを放つ[23]。

## 執筆・発表経過

### 作品の題材
『夏の砦』の題材となったのは、妻の辻佐保子から辻が聞いた、彼女の幼少期と家族にまつわる多くの挿話である。実際に佐保子が幼少期を過ごした後藤家は、愛知県名古屋市中区正木町に所在した、御書院を備えた壮大な邸宅で、樟の大木、亀の子ヒューロイ、蛇の卵などの挿話はここでの出来事が基となっている。佐保子はのちの随筆で、『夏の砦』という題名は、外海に面した湖に浮かぶ島の別荘で過ごした夏休みに由来すること、「樟の木の家」は戦災で失われたものの、島には石塀や松の大木、夾竹桃などが昔の面影をまだ残していること、などを記している。辻は、「とくに浜名湖畔の別荘地弁天島の夏の記憶と、少女時代に過した屋敷の雰囲気は、いつか何かの形で書いておきたいと思うほど、詳細な、忘れがたいディティールに満ちていた」と述べている。
佐保子が辻にこれら幼少期のことを話したのは、二人がパリに留学していた頃のことで、辻によれば1958年（昭和33年）から1959年（昭和34年）頃の出来事である。この際に佐保子は、昔の夢を見たことをきっかけに、家の見取り図を描きながら辻に話をし、それを辻が書き取った。これは結婚後、金曜日ごとに辻が佐保子に語った、幼年期や旧制高校時代の思い出話の、お返しでもあったという。辻は佐保子の話をノートに書き留めていた段階では、こうした素材をいつか適当な作品に使おうという意図しかなく、そのまま小説に使うつもりはなかったという。
また佐保子は、『廻廊にて』や『夏の砦』の登場人物を取り巻くフランスの風景のうち、ドルドーニュ渓谷の地形に関しては、「物語」の原型を求めてラスコー洞窟とその周辺を訪ねた旅が、重要な背景となっていること、『廻廊にて』に登場する『一角獣のタピスリ』は実在の作品である一方、『夏の砦』の四季農耕図の作中のタピスリは完全な虚構だが、辻がバーゼルの美術館で買ったタピスリの絵葉書を飾っていたのでそれが基になった可能性もあること、「眼が寄ったヨハネ」は『ドゥース黙示録』の挿絵が基であること、作中の「グスターフ侯年代記」は当時観た映画『第七の封印』や「十字軍年代記」に関する論文が霊感を得たものであることを記している。
また佐保子は辻の死後、次のようにも記している。

### 刊行まで
辻によれば、のちに『夏の砦』になるものの漠然とした構想を浮かべ始めたのは、『廻廊にて』を書き終えてのちのことで、主題としてはこの時点で、『廻廊にて』を発展させた作品とし、素材にはパリ滞在時に佐保子から聞いた、幼少期の思い出を用いることを考えていた。
この構想を実際に作品化することを思い立ったのは1963年（昭和38年）半ばで、同年末に「河出・書き下ろし長篇小説叢書」の一冊としての長編の執筆を坂本一亀から依頼されたことで、執筆が決定的なものとなったという。この企画に辻が選ばれたのは、坂本へ埴谷雄高が辻を推薦したためであった。ただし、辻としては初めての書き下ろし長編であったことや、多面的な主題と素材から、統一的な形式を見つけることに時間を要したことなどから、完成には3年半を要した。
1964年（昭和39年）夏ごろ、辻は『夏の砦』の第一稿を執筆。第一稿は、初期短編『見知らぬ町にて』に似た朦朧とした調子の文章で、佐保子は大変にそれを気に入って「これは私のものよ」と大事にしていたという。当初、主人公の回想は「かなり陰惨な情熱の悲劇」として考えられていたが、次第にそのような要素は切り捨てられ、「主題の側からの要求に即したエピソード」に替えられていったという。その後書かれた第二稿では、主人公の夫は姿を消している。
第二稿を書き終えてのち、辻は坂本や福永武彦のアドバイスを受け、1966年（昭和41年）4月から6月にかけて第三稿を執筆、これが完成稿となった。この最終稿は行方不明となっていたが、坂本一亀の死後に他の著者の原稿類と一括で日本近代文学館に寄贈されたため、佐保子は館長と遺族の同意を得て、学習院大学史料館へと返却してもらったという。
『夏の砦』は1966年（昭和41年）10月、「書き下ろし長篇小説叢書」の一冊として、河出書房新社より刊行された。『廻廊にて』に引き続く、辻の長編第二作であった。辻は本作を、これまで書いた中で最も苦しかった長編小説だったと、のちに語っている。
「書き下ろし長篇小説叢書」では、真鍋博が作品ごとに異なる装幀を手がけており、『夏の砦』の函は淡い青緑色の地に、葡萄の下に立つ天使と悪魔を点描画で描き、表紙には馬頭の空押しをしたデザインとなっている。この図像はフランスのアンジェ城タピスリー美術館に所蔵されている、世界最大のタピスリである『アンジェの黙示録』から採用されたものである。残された辻の書簡から、装幀にタピスリを採用することについては、坂本一亀の熱心な意見があったこと、辻から相談を受けた美術史家の佐保子が、意見や資料を提供していたことが明らかとなっている。

## 作品評価・研究

### 形式について
山崎正和は、「私」という記録者の眼を通して冬子の死への足取りが語られる形式について、「作中の「私」がわり込んで来ることによって、じつは支倉冬子がひとりの「他人」なのであり、したがって当然、私たちが見ているものは彼女の一部にすぎないのだということを警告するのである」と述べている。そして、「主人公に見えているものは、すべて小説の読者にも見えるはずだという、いわば小説の古典的な定義がここでかすかにゆらぎはじめている。まして、読者や作者が主人公よりも大きな視野をあたえられる、リアリズムの方法は完全に崩れさっているといわなければならない。（中略）ひとりの「他人」としての支倉冬子は、作中の「私」にも、さらには読者の私たちにもけっして直接には見えない対象を見つめている。そうして、それこそがまさに死というものであることを、『夏の砦』はまったく疑いの余地なく読者に暗示しているのではないだろうか」と分析している。
小久保実は、本作は神の喪失ののちの今日の状況で、「ナラシオン」（物語るという行為）を蘇らせようとしたものであるとし、『小説への序章』にて辻の記した、「小説という「場」の約束に従うことができず、また従うことを拒絶するというのが、われわれの世紀の小説にみられる共通の特徴だといってもいい」「小説が物語るという古い過去の泉から尽きない水を汲みだすとすれば、この物語の行為であり、しかし太初の蒙昧へでなく、太初の純粋にかえる行為であるといいうるであろう」といった言葉を挙げている。
清水徹は、冬子の少女時代が一人称で語られる序章について、「それがどのような地点から、そのような距離を置いて語られるのかまったく定かではない、いわばいずことも知れぬ彼方から、まさしく回想そのもののゆるやかなリズムにしたがって、ひとつの声が湧きあがり、語りつづけるのだ。それゆえにこの序章は、作品の世界のなかに入ってゆくぼくたちにとって、いわば作品経験の成立すべき原地平をつくりあげる」と指摘している。そして、序章で語られる幸福な少女時代は、その後も繰り返し喚起され、次第に北欧の暗い都会での冬子の内面に連なってゆくとし、この二つの時間が向かい合わせにされ、その意味を開示してゆくことになるが、その理由は「古い屋敷ですごした彼女の少女時代が幸福であったのは、じつはそれが衰頽と死の雰囲気によってわずかに味つけされていたから」である、と述べている。
ただし清水は、ただこのように、中世的共同体と現代の不幸のみを軸とするだけの陳腐な設定に本作は留まっていないとし、城館でのエルスを見て冬子が過去を蘇らせるさまは、マルセル・プルースト『失われた時を求めて』を連想させるが、『失われた時を求めて』の過去のよみがえりは、「過去と現在のふたつを同時に、いわば永遠の現在として生きる至福の状態」であったのに対し、冬子の過去は「けっして沸騰する悦びとともによみがえってはこない」ことを指摘している。そして、「つまり、かつて苛酷な現実としての死を経験して過去と絶縁した冬子は、苛酷な死以前の過去を、いわば静謐な死に浸されたものとして、――しかもそれが苛酷な死と紙一重のものであることを知悉しつつ――ふたたび所有するのだ」とし、このような「死の啓示」を受けた直後に冬子が遭難するため、この啓示により彼女の内面で何が始まったのかは明示されていないものの、挿入される「グスターフ侯年代記」によって、「生を静かな死への歩みとして生きるとき、究極の死が至福の千年王国をもたらすであろうという終末観によって有機的に組織されていた共同体こそが中世であり、中世芸術の母胎なのだという認識に達したということなのだ」と述べている。

### 主題について
神谷忠孝は、本作の主題を「伝統への回帰、あるいは中世への郷愁にある」とし、祖母の死を契機にした支倉家の崩壊を「神を喪失した近代の悲劇」、家が焼けたことで呪縛から解放されたと語る父を「旧制度否定が近代と思いこんだ近代主義者と同じ」と分析している。そして、ギュルデンクローネ家で火事に遭遇して「かつて在った自分の世界へ、いまようやく還ることができた」と思った冬子は、「伝統や桎梏を否定することで自由が得られると思っているのは錯覚であって、桎梏の中での饗宴にこそ生の歓喜があること」を悟ったのだとしている。
また神谷は、夏の一夜に冬子の兄が人形劇を演ずる場面は、「虚構の中にこそ祝祭としての時間があること」を示し、「物狂い」への希求と持続が、決して現実世界では満たされないことを知ったとき、芸術家になるという冬子の進路は決定したのだとしている。一方で、近代に生きながら中世に魅せられるということで、冬子はいわば「ひきさかれた状態」にあり、「黒ずんだ影」「黒い牛」は、その引き裂かれた状態を示す比喩であるとしている。そして冬子を魅了したエルスは、旧家の出身であることのみならず、虚構の中にしか生の充実を感じないという点で冬子と同質であり、「私はできることならエルスを抱きしめてそのまま不死のものにしてしまいたかった」という思いが、「私たちがすべて美と呼ぶところのものは、ただこうした物狂いのなかだけに姿を現わすものなのではないだろうか」という確認につながったのだ、と分析している。
吉澤傳三郎は、「この作品を一貫しているテーマは、幼時の潜在的な記憶のよみがえりというかたちで現実が形作られて行く過程である」とし、そのよみがえりは「黒い影」などの、不気味で不安な形をもって展開されるほか、「私はいつかこのような瞬間が来るのを、ずっと以前から知っていたような気になるのだ」「私たちは、いつかずっと昔、そうした一切の風景に接したことのあるような、不思議になつかしい気持をそそられるのです」と冬子が書くように、永劫回帰の心理的な表現、という形でも表されている、と指摘している。
菅野昭正は、幼時体験を描いた辻の処女作『遠い園生』に言及しつつ、「幼時体験の意味についての作者の認識が、もっとも充実した小説的な開花の跡を示しているのは『夏の砦』であると思う」と述べている。そして、「『夏の砦』は、なによりもまず、支倉冬子という一人の女性の個人的な内面遍歴の物語であるが、それと同時に、あるいはそれ以上に、その彼女の内面遍歴を光源としながら、普遍的な領域へひろがる光線を放射する小説ともなっている」とし、「この個から普遍への拡充をもたらす最大の理由のひとつは、冬子の回想を通して現在のなかに復位された幼年期が、宿命の胎生する期間として捉えられているところにある。われわれの生は幼い日々にすでにおおよその枠組を定められ、われわれの思考も、感覚も、感情も、幼年期の経験を通して蓄えられたものと交響をかわしながら、それを変容することによって新しい地平を開きつづける」としている。また、そのような光線を最後まで発光し続けることができているのは、冬子が幼い日々を回想する「序章」によって、「小説の進むべき方向がはじめから確実に定められ、終始いささかも狂いを見せることがないからである」としている。

### 冬子について
饗庭孝男は、「冬子の生への意志と芸術への愛は、その根底に、彼女をとりまく死者たち、祖母や、未知の老女、ホムンクルス、駿、島の死者たちの濃く深い影をともなうことによって明確なリアリティをかちえているのである」とし、「又、冬子の抱く無名（アノニム）な中世の美意識への憧れには、現代の荒廃したヒューマニズムへの沈鬱な告発がひそんでいるともいえるのであり、真の美とは、それ自身の孤立ではなく魂への激動と生の深化にかかわるという作者の思念は、現代の現象的文学に対する不信の確たる表明であると考えることが出来るだろう」としている。また、「だが、再生の秘蹟を抱く冬子の魂の昂揚が、にもかかわらず、落日のごとき美しい翳をともなって消えさらねばならぬという、この静謐な物語を、無限の人間の「失墜」として受けとらねばならぬところに現代それ自身の悲劇があると思われるのである」と述べている。
中上健次は、「この『夏の砦』一篇につらぬいて流れる主題のようなものがあるというなら、それは生れ、成熟し、死ぬという自然の過程への、ものぐるおしさであろう。それを永遠といっても良いし、反時間といっても良い」とし、「支倉冬子がギュルデンクローネの古い館で、確認したものは、自分の完全な喪失なのかもしれない。その冬子が自死するのは自分が生きていくこと、自分が織物を制作していくことの、根拠の完全な喪失であり、自分が現在眼にし耳にするより、過去のほうが鮮明であり、橋をつくり土をほじくりかえすそれだけで充足した生そのもののこの現実に、打ち負かされた結果であろう。いや、こんな言いかたはきたならしい、自死したからと言って打ち負かされたということにはならない。支倉冬子はむしろ打ち勝ったのだ、自分の中の自らの生の偏向した声にそのまま従っただけなのだ、樟の葉のざわめき、セミヨーンの青ざめた顔、それらは異国にあるからなおいっそうなまなましく圧倒的にそこにある。ちいさないさかいはありながらも祖父や父や母がいて、なにひとつ時間というやつに荒されなぶられることのない充足した光景がそこにある、それは一人の人間の現在を破滅させるには充分な熱狂である」と分析している。
源高根は、「異国を旅する旅びとが異郷の地で新たに見出すところのものが、異国であるよりも自己自身であるような旅、いわば平面移動的であるよりも垂直深化的な旅があるとすれば、「夏の砦」の支倉冬子が歩んだ北の国への旅路は、彼女の全生涯をかけた自己発見、自己確認の道であった」とし、冬子が北欧で見出したものは、かつて暮らした町や古い屋敷などと同じもの、異国の人もかつて共に暮らした人と同じであったことから、「ああ、それは昔のことと、何から何まで同じではないか」と記している日記の言葉は、冬子の旅が空間の旅でなく空間の旅であることを、象徴的に語るものであるとしている。
首藤基澄は、冬子が学生時代から、美のみを自己目的とした芸術ではなく、「人間のすべての活動や状態と結びついている」芸術を求めていたとし、問題はその冬子が、過去に蓋をして生きようとの父の言葉に従い、「生の半分を遮蔽」してしまったことにあるとしている。そして、北欧を訪れてかつて捨て去った過去に再会した冬子に関して、「情緒的にしかものを語らない女から脱皮し、掘り起こした意識、論理によって生の志向を語っているのである。ついに肉体の魅力は不明のまま、確かな思考力で一つの重い世界を把捉していく冬子は、近代文学ではまれな女性思想家とみることができよう」と評価している。

## 書誌情報

### 刊行本
- 『夏の砦』〈書き下ろし長篇小説叢書〉（河出書房新社、1966年10月25日）
  - 装幀：真鍋博[1]。上製、函入り。
- 『辻邦生集』〈新鋭作家叢書〉（河出書房新社、1971年）
  - 収録作品：「夏の砦」「城」
- 『限定版 夏の砦』（河出書房新社、1974年）
- 『夏の砦』〈河出文藝選書〉（河出書房新社、1976年12月15日）
  - 装幀：杉浦康平[1]。
- 文庫版『夏の砦』〈新潮文庫〉（新潮社、1975年）
  - 解説：竹西寛子。
- 文庫版『夏の砦』〈文春文庫〉（文藝春秋、1996年）
  - カバーのアートディレクション：中島かほる・カバー装画：ピエール＝ジョゼフ・ルドゥーテ[24]。
- 『夏の砦』〈P+D BOOKS〉（小学館、2016年）
  - 装幀：おおうちおさむ（ナノナノグラフィックス）[1]。

### 全集収録
- 『辻邦生作品 全六巻2』（河出書房新社、1972年10月30日）
  - 収録作品：「夏の砦」
- 『辻邦生全集 1』（新潮社、2004年6月25日）
  - 収録作品：「廻廊にて」「夏の砦」「安土往還記」